# Aleksandr Bajkow
Aleksandr Aleksandrowicz Bajkow (ros. Александр Александрович Байков, ur. 25 lipca?/6 sierpnia 1870 w mieście Fatież w guberni kurskiej, zm. 6 kwietnia 1946 w Moskwie) – rosyjski i radziecki metalurg, fizyk i chemik, wiceprezes Akademii Nauk ZSRR (1942–1945), uhonorowany tytułem Zasłużony Działacz Nauki i Techniki RFSRR.

## Życiorys
Niedługo po jego urodzeniu rodzina przeniosła się do Kurska, gdzie w 1889 skończył gimnazjum. Studiował na Wydziale Fizyczno-Matematycznym Uniwersytetu Petersburskiego, gdzie był uczniem Mendelejewa, w 1893 ukończył studia na uniwersytecie, w którym następnie pracował w laboratorium. W 1897 został kierownikiem laboratorium w Instytucie Inżynierów Transportu Drogowego, w 1899 i 1902–1903 pracował jako naukowiec we Francji. Od 1902 wykładał w Petersburskim Instytucie Politechnicznym, gdzie w 1903 został adiunktem i profesorem nadzwyczajnym katedry metalurgii, a w 1909 profesorem zwyczajnym i jednocześnie konsultantem Ministerstwa Komunikacji Drogowej. W 1918 wyjechał w celach zdrowotnych na Krym, gdzie w 1919 został profesorem, a w 1921 rektorem Uniwersytetu Krymskiego, w 1921 wrócił do Piotrogrodu i w 1923 został tam profesorem chemii. W lutym 1925 objął funkcję dziekana Wydziału Chemicznego, od czerwca 1925 do października 1928 był rektorem Leningradzkiego Instytutu Politechnicznego, poza tym w 1927 został kierownikiem Wydziału Metaloznawstwa Akademii Nauk, na bazie którego w 1938 utworzono Wydział Metaloznawstwa Akademii Nauk ZSRR, którego kierownikiem został Bajkow. Jednocześnie, w latach 1935-1941 pełnił funkcję kierownika katedry chemii nieorganicznej i dziekana Wydziału Chemii Leningradzkiego Uniwersytetu Państwowego. W 1927 został członkiem-korespondentem, a w 1932 akademikiem Akademii Nauk ZSRR. Prowadził badania m.in. w obszarze metalurgicznych procesów chemii metali. Po ataku Niemiec na ZSRR był przewodniczącym miejskiej komisji pomocy frontowi w Leningradzie, w grudniu 1941 został ewakuowany do Swierdłowska, skąd latem 1943 wrócił do Moskwy. Od maja 1942 do maja 1945 był wiceprezesem Akademii Nauk ZSRR, w 1943–1946 był przewodniczącym Rady Ekspertyzy Naukowo-Technicznej Gospłanu ZSRR. Od 1935 był deputowanym leningradzkiej miejskiej rady deputowanych pracujących, w 1937 został deputowanym do Rady Najwyższej ZSRR 1 klasy. Pochowano go na Cmentarzu Nowodziewiczym.

## Odznaczenia i nagrody
- Medal Sierp i Młot Bohatera Pracy Socjalistycznej (10 czerwca 1945)
- Order Lenina (trzykrotnie, 10 października 1940, 10 czerwca 1945 i 5 sierpnia 1945)
- Order Czerwonego Sztandaru Pracy (dwukrotnie, 21 lutego 1944 i 29 maja 1944)
- Nagroda Stalinowska I klasy (1943)
- Order Świętego Włodzimierza IV klasy
- Order Świętej Anny II klasy (1911)
- Order Świętej Anny III klasy (1906)
- Medal „Za obronę Leningradu”

I inne.